# Фуджіїдера
Фуджіїде́ра (яп. 藤井寺市, ふじいでらし, МФА: [ɸud͡ʑiːdeɾa ɕi̥]?) — місто в Японії, в префектурі Осака.     Отримало статус міста 1966 року. Площа становить 8,89 км². Станом на 1 липня 2012 року населення складало 66 029  осіб, густота населення — 7430 осіб/км².     

## Демографія
Згідно з даними перепису населення Японії, населення Фуджіїдера збільшувалось до 90-х років, після чого стабілізувалось. Станом на 1 жовтня 2020 року населення складало 63 688 осіб, густота населення — 7164 осіб/км².

## Історія
Тондабаяші отримало статус міста 1 листопада 1966 року. Воно утворилося на базі міста Місаса́ґі (яп. 美陵市, みささぎし, МФА: [mʲisasagʲi ɕi̥]), що було засноване і перейменоване того ж числа.